# Alan King Tennis Classic 1979
L'Alan King Tennis Classic 1979 è stato un torneo di tennis giocato sul cemento. È stata l'8ª edizione dell'Alan King Tennis Classic, che fa parte del Colgate-Palmolive Grand Prix 1979. Si è giocato a Las Vegas negli USA, dal 23 al 29 aprile 1979.

## Campioni

### Singolare
Björn Borg ha battuto in finale  Jimmy Connors con il punteggio di 6–3, 6–2

### Doppio
Marty Riessen /  Sherwood Stewart hanno battuto in finale  Adriano Panatta /  Raúl Ramírez con il punteggio di 4–6, 6–4, 7–6